# Stade plabennécois Football
 (mai 2017).
Si vous disposez d'ouvrages ou d'articles de référence ou si vous connaissez des sites web de qualité traitant du thème abordé ici, merci de compléter l'article en donnant les références utiles à sa vérifiabilité et en les liant à la section « Notes et références ».
Maillots
Actualités
Le Stade plabennécois football est un club de football français créé en 1934. 
Plabennec joue ses matchs à domicile au stade de Kervéguen, enceinte de 3 000 places, dont 850 assises situées dans deux tribunes, 488 places dans la tribune principale et 362 places dans la tribune secondaire.
Le Stade plabennécois football est actuellement présidé par Michel Pommelec.  

## Histoire
L'association a été créée en 1934 sous le nom initial de l'Étoile Saint-Thénénan.
Le 14 mai 1969, en assemblée générale extraordinaire, le comité en place propose un changement de nom qui est voté : l'Étoile Saint-Thénénan disparaît et devient le Stade plabennécois.
L'équipe première, entraînée par Franck Kerdilès, évolue en championnat National de 2009 à 2011.
Il évolue pour la saison 2017-2018 en National 3 à la suite de sa relégation au printemps 2017.
Le Stade plabennécois football finit champion de son groupe de National 3 Bretagne et monte en N2 à l'issue de la saison 2019-2020.
À l'issue de la saison 2021-2022, le club descend en National 3, l'équivalent de la 5ème division de football en France. Le club évolue en National 3 depuis lors. 

### Coupe de France
Lors de la Coupe de France 1989-1990, le 17 février 1990, Plabennec, qui évolue en Division supérieure régionale, arrive jusqu'au 32e de finale et joue contre Bordeaux (D1) au stade Francis-Le Blé à Brest. Devant 11 817 spectateurs, Plabennec perd son match 0-4.
Lors de la Coupe de France 2009-2010, Plabennec, qui évolue en troisième division, réussit l'exploit d'éliminer successivement Nice et Nancy (deux clubs de Ligue 1). Plabennec est ensuite éliminé en 8e de finale contre Auxerre.
Au cours de la Coupe de France 2013, le Stade plabennécois réédite ses exploits précédents en éliminant en 32e de finale le Stade de Reims, pensionnaire de Ligue 1, sur le score de 1 but à 0. Plabennec est cependant éliminé en 16e de finale contre le LOSC le jeudi 24 janvier 2013 au stade Francis-Le Blé devant 9 753 spectateurs. 
En 2014, Plabennec se qualifie pour la deuxième fois consécutive pour les 32es de la Coupe de France puis bat Les Herbiers Football (0-1). Il s'incline en 16e de finale contre l'AS Cannes.
En 2023, le club est éliminé en 16e de finale par le Grenoble Foot 38.

## Palmarès
| Compétitions nationales | Compétitions régionales                         |
| - National - Meilleure performance : 14e en 2010 - Coupe de France - Meilleure performance : 8e de finale en 2010 - National 3 - Vainqueur de groupe : 2020 | - Division d'Honneur Bretagne - Champion : 1993 |

## Bilan saison par saison
| Saison  | Division   | Classement      | Coupe de France                                                                  |
| ------- | ---------- | --------------- | -------------------------------------------------------------------------------- |
| 1989-90 | DSR        | 1re             | 32e de finale : 0-4 face à Bordeaux (D1)                                         |
| 1990-91 | DH         | 3e              | 32e de finale : 1-4 face au Mans (D2)                                            |
| 1991-92 | DH         | 3e              | 6e tour : éliminé par l’AS Brestoise                                             |
| 1992-93 | DH         | 1er             | .                                                                                |
| 1993-94 | National 3 | 7e              | 7e tour : éliminé par Châteaubriant (N3)                                         |
| 1994-95 | National 3 | 4e              | 6e tour : éliminé par le Stade Quimpérois (N1)                                   |
| 1995-96 | National 3 | 8e              | .                                                                                |
| 1996-97 | National 3 | 2e              | .                                                                                |
| 1997-98 | CFA        | 11e             | .                                                                                |
| 1998-99 | CFA        | 17e             | .                                                                                |
| 1999-00 | CFA2       | 2e              | 7e tour : 0-1 face au GSI Pontivy                                                |
| 2000-01 | CFA        | 17e             | 5e tour : 3-3 (3-4 tab) face à Brest (National)                                  |
| 2001-02 | CFA2       | 6e              | 7e tour : 3-4 face à la Roche sur Yon (National)                                 |
| 2002-03 | CFA2       | 3e              | 6e tour : éliminé par l'AG de Plouvorn                                           |
| 2003-04 | CFA2       | 11e             | 16e de finale : 0-3 face à Amiens (L2)                                           |
| 2004-05 | CFA2       | 5e              | 7e tour : 0-3 (ap) face à Brest (L2)                                             |
| 2005-06 | CFA2       | 3e              | 32e de finale : 0-2 face à Amiens (L2)                                           |
| 2006-07 | CFA        | 15e             | 7e tour : 2-3 face à JA Poiré-sur-Vie (CFA2)                                     |
| 2007-08 | CFA        | 15e             | 6e tour : 0-1 face à US Montagnarde (CFA2)                                       |
| 2008-09 | CFA        | 2e              | 8e tour : 3-5 face à l'AS Orly (DH)                                              |
| 2009-10 | National   | 14e             | 8e de finale : 0-4 face à l'AJ Auxerre (Ligue 1).                                |
| 2010-11 | National   | 19e             | 7e tour : 0-0 (3-1 aux tirs au but) face à l'USSA Vertou (CFA2).                 |
| 2011-12 | CFA        | 4e              | 5e tour : 0-0 (4-3 aux tirs au but) face à l'US Les Goëlands Larmor Plage (DRH). |
| 2012-13 | CFA        | 13e             | 16e de finale : 1-3 face au LOSC (Ligue 1).                                      |
| 2013-14 | CFA        | 15e             | 16e de finale : 0-1 face à l'AS Cannes (CFA).                                    |
| 2014-15 | CFA        | 11e             | 32e de finale : 2-1 face au Poiré sur Vie (National)                             |
| 2015-16 | CFA        | 12e             | 5e tour : défaite 1-0 face à Ergué-Gabéric (DH)                                  |
| 2016-17 | CFA        | 14e             | 5e tour : défaite 2-0 face à Ergué-Gabéric (DH)                                  |
| 2017-18 | N3         | 3e              | 5e tour : 1-3 face à l'US Concarneau                                             |
| 2018-19 | N3         | 6e              | 6e tour : 0-1 face au Vannes OC                                                  |
| 2019-20 | N3         | 1er             | 8e tour 0-2 face à l'US Granville                                                |
| 2020-21 | N2         | Saison annulée  | 8e tour 2-4 face à l'US Saint-Malo                                               |
| 2021-22 | N2         | 15e             | 8e tour 0-0 (2-3 aux tirs au but) face à l'US Saint-Malo                         |
| 2022-23 | N3         | 9e              | 16e de finale 0-1 face au Grenoble Foot 38                                       |
| 2023-24 | N3         | 6e              | 7e tour 1-1 (5-6 aux tirs au but) face au FC Challans                            |
| 2024-25 | N3         | Saison en cours | 3e tour 1-2 face au SC Morlaix                                                   |

## Logos

Ancien logo.
Logo jusqu'en 2021.
Logo depuis novembre 2021.

## Personnalités du club

### Entraîneurs
| #  | Période   | Nom               |
| -- | --------- | ----------------- |
| 0  | 1969-1973 | ?                 |
| 1  | 1973-1978 | Jean-Pierre Riou  |
| 2  | 1978-1982 | André Thomas      |
| 3  | 1982-1986 | Pierre Paugam     |
| 4  | 1986-1998 | Jean-Louis Lamour |
| 5  | 1998-1999 | Serge Lesnard     |
| 6  | 1999–2005 | Bernard Maligorne |
| 7  | 2005–2018 | Franck Kerdilès   |
| 8  | 2018-2022 | Gwen Servais      |
| 9  | 2022-2023 | Nicolas Cloarec   |
| 10 | 2023-     | Hubert Castets    |

### Présidents
| #  | Période   | Nom                                                       |
| -- | --------- | --------------------------------------------------------- |
| 1  | 1934-1964 | ?                                                         |
| 2  | 1964-1978 | Jean Bothorel                                             |
| 3  | 1978-1981 | Michel L’Hostis                                           |
| 4  | 1981-1988 | Xavier Trevian                                            |
| 5  | 1988-1989 | Jean-Yves Fagon                                           |
| 6  | 1989-1991 | Yvon Abily, Christian Le Siou et Jean Rolland             |
| 7  | 1991-1994 | Christian Le Siou, Jean Rolland et Jean-Claude Rio        |
| 8  | 1995-1996 | Christian Le Siou, Jean-Claude Rio et Jacques Le Failler  |
| 9  | 1996-1998 | Christian Le Siou, Jacques Le Failler et Jean-Pierre Fily |
| 10 | 1998-1999 | Jean Rolland, Jacques Le Failler et André Thépaut.        |
| 11 | 1999–2002 | François Ollivier                                         |
| 12 | 2002–2005 | Jean-Luc Gourvennec                                       |
| 13 | 2005–2007 | Jeannette Rivoalen, Jean-Yvon Ménez et Yvan L'Hostis      |
| 14 | 2007–2008 | Jeannette Rivoalen, Jean-Yvon Ménez et Joël Inizan        |
| 15 | 2008–2012 | Hervé Foll                                                |
| 16 | 2012-2014 | Jean-Luc L'Hostis, Michel Pommelec et Jean-Yvon Ménez     |
| 17 | 2014-2018 | Michel Pommelec                                           |
| 18 | 2018-2020 | Jean-Luc Gourvennec                                       |
| 19 | 2020-2022 | Yves Bergot                                               |
| 20 | 2022-     | Michel Pommellec                                          |